# Mispilodes grisescens
Mispilodes grisescens là một loài bọ cánh cứng trong họ Cerambycidae.